# Cet enfant que je t'avais fait
Cet enfant que je t'avais fait est une chanson interprétée, écrite et composée par Brigitte Fontaine (paroles) et Jacques Higelin (musique), sortie en France, en single (super 45 tours) en 1968, puis rééditée en 1983.

## Enregistrement et distribution

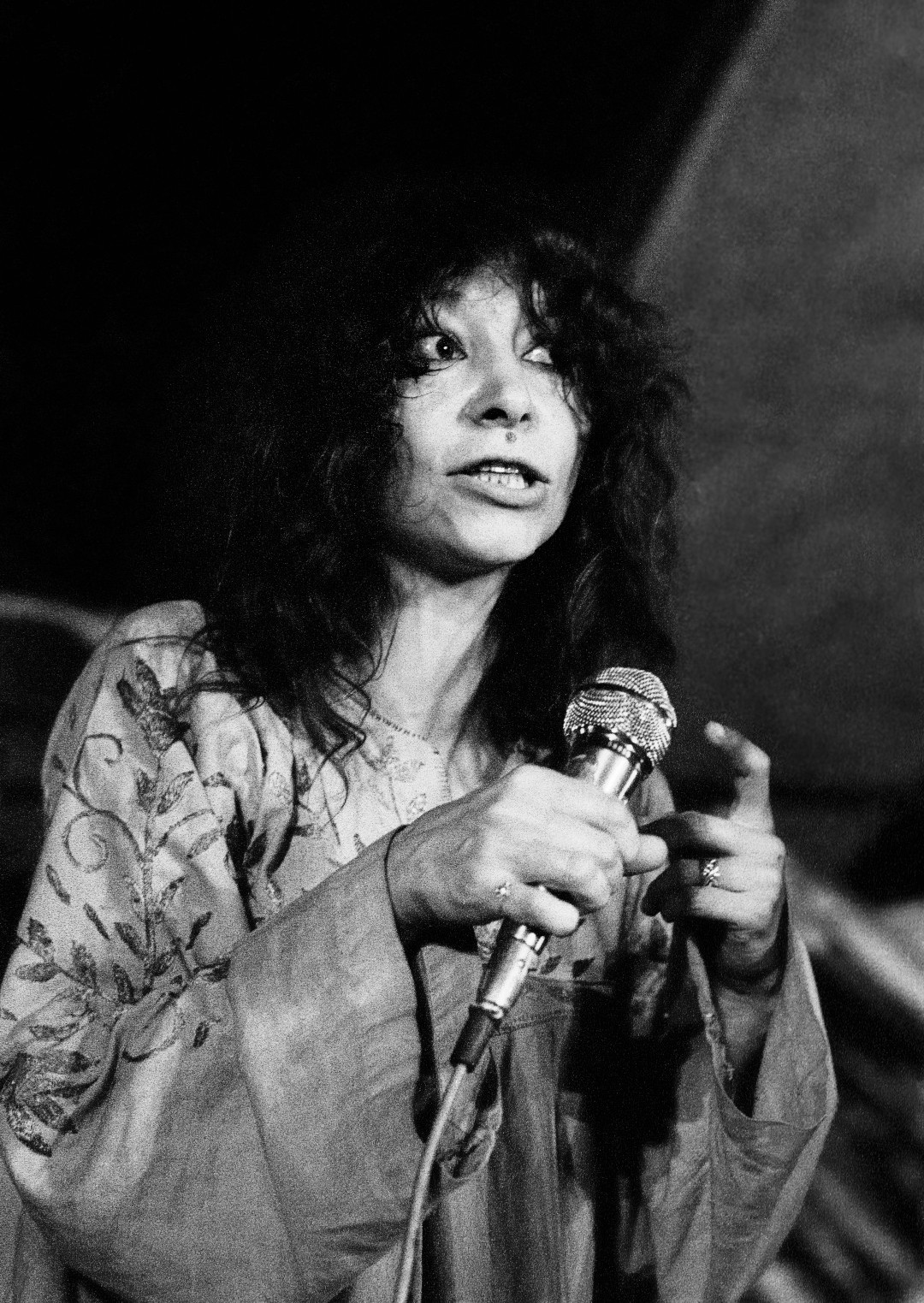
Brigitte Fontaine, auteure et co-interprète

Cette œuvre a été enregistrée pour le film Les Encerclés, réalisé par Christian Gion et sorti en 1968. Le disque 45 tours est sorti à l'occasion de la distribution de la bande originale du film.
Cette chanson est le onzième enregistrement de l’album Brigitte Fontaine est… folle !, sorti la même année avec le label Saravah. Cette chanson figure également en première place dans l'album Higelin entre 2 gares, compilation sortie en 2005.
L'enregistrement a été effectué avec peu de moyens. Jacques Higelin interprétait sa musique à la guitare en accompagant Brigitte Fontaine, auteure du texte, le producteur Jean-Claude Vannier les accompagnant à la flûte. Bernard Lubat et Annie Vassiliu, de passage dans le studio, font les chœurs.

## Histoire
En 1965, Jacques Higelin rencontre Brigitte Fontaine qui chante au cabaret de l’Écluse. Ils deviennent immédiatement « partenaires artistiques ». Le producteur et découvreur de talent Jacques Canetti leur fait enregistrer pour son label leurs premières œuvres : « La grippe », « Maman, j’ai peur ! », « Priez pour St-Germain-des-Près ». En 1967, pour le film Les Encerclés, le couple interprète Cet enfant que je t’avais fait sur des paroles de Fontaine et une musique d’Higelin avec des arrangements de Jean-Claude Vannier, alors âgé de moins de 25 ans. La chanson est éditée sur un 45 tours publié chez AZ, avant d'être également distribuée sur le label Saravah que l'auteur-compositeur-interprète Pierre Barouh vient de créer.

## Analyse
Le texte commence par ses trois vers qui présente donc, dès la première strophe, le contexte et le thème de fond de la chanson :
« Cet enfant que je t’avais fait 

Pas le premier mais le second 

Te souviens-tu ? » 
C’est Brigitte Fontaine qui a en a écrit les paroles illustrant les difficultés à se comprendre entre un homme qui s'interroge sur un enfant qui n’est pas venu et une femme. 
Le texte de la chanson tourne autour d'une sorte de dialogue de sourds (les deux protagonistes s'expriment en parallèle, sans s'entendre, avec une certaine opposition, il la tutoie, elle le vouvoie. 
La musique, principalement interprétée à la guitare, est de facture classique, l'ambiance qui s'en dégage restant assez troublante, notamment en raison de l'apparent détachement de la femme qui ne répond pas (ou ne veut pas répondre) aux questions de l'homme sur ce qu'est devenu leur enfant. 

## Reprises
Cette chanson a été reprise cinq fois entre 2005 et 2016 : Françoise Hardy et Rodolphe Burger en 2005, Camille et Jacques Higelin en 2014, Alone and me et Franco Mannara ainsi que Camélia Jordana et Raphaële Lannadère en 2015.